# Бийт поколение
Бийт поколение (на английски: Beat generation), или Бийтпоколение, е тесен литературен кръг от група писатели (главно в САЩ, също и във Великобритания), който се оформя след Втората световна война и достига световна слава през 1950-те години.
Практически няма нищо общо с битниците (beats, beatniks) и бийт музиката, зародила се във Великобритания през 1960-те години.
Основните елементи на това движение са опитите с наркотици, алтернативни, нетрадиционни форми на секс, проява на интерес към източните религии и отричане на материалното.
Сред най-известните произведения на представители на тази литература са:
- „Вопъл“ (1956) на Алън Гинсбърг,
- „По пътя“ (1957) на Джак Керуак,
- „Голият обяд“ (1959) на Уилям Бъроуз.[1]

Те повлияват развитието на контракултурата и много от техните идеи и елементи се вливат в движението на хипитата през 1960-те години.